# Unreal Championship 2: The Liandri Conflict
Unreal Championship 2: The Liandri Conflict est un jeu vidéo de tir à la première et à la troisième personne développé par Epic Games et Digital Extremes et publié par Midway Games sur Xbox le 18 avril 2005 en Amérique du Nord et le 22 avril 2005 en Europe. Il fait suite à Unreal Championship dont il reprend l'univers de science-fiction dans lequel le joueur incarne un combattant participant à un tournoi de combats à mort. Comme son prédécesseur, le jeu est orienté multijoueur, son mode solo se focalisant sur des affrontements contre des bots dans différents modes de jeu. Il propose en effet six modes de jeu incluant le match à mort et la capture du drapeau, déjà présent dans Unreal Championship, et de nouveaux modes comme Overdose ou Nali Slaughter.
Unreal Championship 2 est au départ conçu comme une suite d’Unreal Tournament 2003 basée sur le même moteur de jeu et baptisée Unreal Tournament 2005. Du fait des critiques des fans concernant Unreal Tournament 2003, Epic Games décide cependant de se focaliser sur l'amélioration de ce dernier et commence à travailler sur Unreal Tournament 2004. La version PC d'Unreal Tournament 2005 est alors abandonnée et le jeu est finalement publié uniquement sur Xbox sous le titre Unreal Championship 2: The Liandri Conflict. Comme Unreal Championship, le jeu est bien accueilli par la presse spécialisée qui met notamment en avant son gameplay innovant pour le genre.

## Système de jeu
Comme Unreal Championship,  Unreal Championship 2 est un jeu de tir à la première personne se focalisant sur des affrontements entre combattants dans des arènes prévues à cet effet. Il partagavec ce dernier une interface adaptée à une jouabilité avec une manette de jeu mais se distingue de celui-ci en intégrant de nombreux éléments de gameplay issus des jeux de combats, notamment lors des phases de jeu ou le joueur utilise une arme de corps à corps qui se déroulent en vue à la troisième personne.

### Personnages
Au début d’une partie, le joueur peut choisir d’incarner l’un des quatorze personnages du jeu, ces derniers étant classifiés suivant trois classes d’armure – légère, moyenne et lourde – déterminant la vitesse, la résistance et la force du personnage. Les personnages léger sont ainsi plus rapide et agile que les autres personnages mais ne disposent pas d’autant de point de vie que les autres et sont également moins puissant au corps à corps. Le choix du personnage influe également sur les armes disponibles, chaque personnage ayant une arme de corps à corps spécifique. Enfin, le choix du personnage influe également sur les bonus pouvant être déclenché grâce à l’adrénaline, chaque personnage ayant accès à six bonus différents, dont deux seulement sont communs à tous.
Au début du jeu, seul six personnages sont immédiatement accessible – Arclite, Lauren, Raptor, Sapphire, Sobek et Szalor – les autres personnages pouvant être débloqué en progressant dans le mode solo du jeu. En plus des quatorze personnages du jeu original, dix personnages supplémentaires peuvent également être débloqué grâce à un Bonus Pack disponible sur Xbox Live.

### Équipement
Au début d’un match standard, le joueur dispose de deux armes par défaut – deux pistolets et une arme de corps à corps – et peut également choisir deux armes supplémentaires : une arme à énergie et une armes à explosif. Les armes de corps à corps, comme l’épée ou la hache,  sont spécifiques aux différents personnages du jeu et font passé le joueur d’une vue à la première personne à une vue à la troisième personne lorsqu’elles sont utilisées. Les armes à énergie et à explosifs sont des versions modifiées des armes disponibles dans les précédents opus de la série. Ainsi, les armes a énergie incluent le fusil bio, le fusil shock, le stinger et le fusil de sniper alors que les armes à explosifs incluent le lance roquette, le lance grenade, le canon flak et le Ripjack qui s’inspire du Razorjack d’Unreal Tournament. Certaines races du jeu, comme les skaarjs, disposent également d’armes spécifiques à la place les deux pistolets.

### Adrénaline
Comme son prédécesseur, Unreal Championship 2 dispose d’un système permettant de déclencher différents types de bonus grâce à une jauge d’adrénaline. Ce dernier est cependant différent de celui des précédents opus de la série. En effet, la jauge d’adrénaline se remplie en permanence et ne nécessite plus de ramasser les capsules d’adrénaline obtenues en tuant un adversaire. De plus, certains des bonus ne nécessite plus de remplir complètement la barre d’adrénaline et peuvent donc être déclencher beaucoup plus souvent. Enfin, les bonus accessible grâce à l’adrénaline sont beaucoup plus nombreux, chaque personnage ayant accès à six bonus différents (dont deux communs à tous les personnages).

## Développement
Après la sortie d’Unreal Tournament 2003 et de Unreal Championship, Epic Games et Digital Extremes commencent à travailler sur le développement d'une suite basée sur le même moteur de jeu et baptisée Unreal Tournament 2005. Du fait des critiques des fans concernant UT 2003, Epic Games décide cependant de se focaliser sur l'amélioration de ce dernier et commence à travailler sur Unreal Tournament 2004. La version PC d'UT 2005 est alors abandonnée au profit d'une version uniquement Xbox rebaptisé Unreal Championship 2: The Liandri Conflict.

## Accueil
| Unreal Championship 2 |      |        |
| Média                 | Nat. | Notes  |
| Eurogamer             | US   | 7/10   |
| Gamekult              | FR   | 7/10   |
| GameSpot              | US   | 90 %   |
| IGN                   | US   | 93%    |
| Jeuxvideo.com         | FR   | 17/20  |
| Joypad                | FR   | 8/10   |
| Compilations de notes |      |        |
| Metacritic            | US   | 85 %   |
| GameRankings          | US   | 86.5 % |